# Gustav-Adolf-Kirche (Heusenstamm)

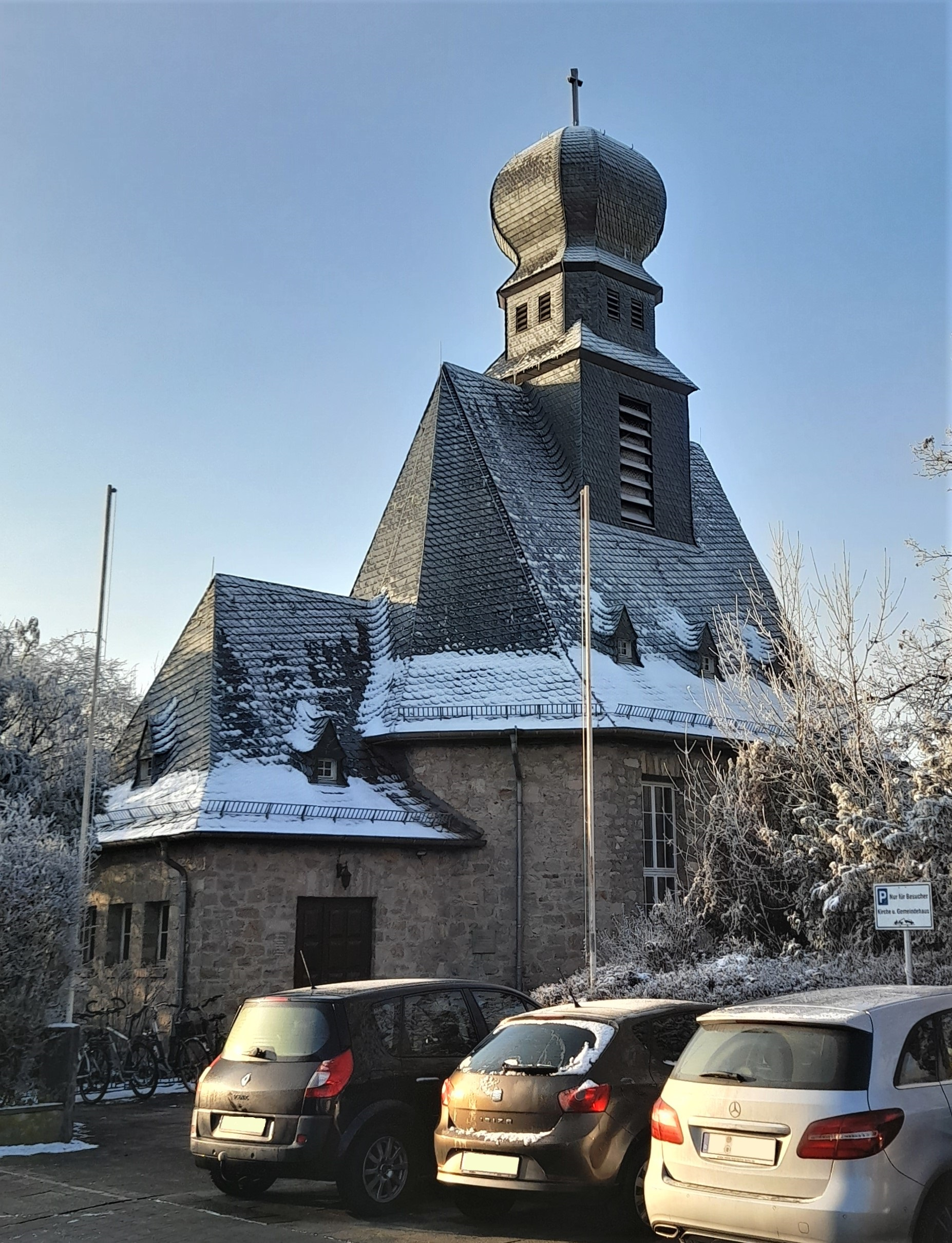
Die Gustav-Adolf-Kirche in Heusenstamm, erbaut 1922–1923

Die evangelische Gustav-Adolf-Kirche ist ein unter Denkmalschutz stehendes Kirchengebäude in Heusenstamm, einer Stadt im südhessischen Landkreis Offenbach. Die Kirchengemeinde gehört zum Dekanat Dreieich-Rodgau der Evangelischen Kirche in Hessen und Nassau (EKHN). Da die Kirche mit ihrem markanten Zwiebelturm zur Zeit der Hyperinflation in Deutschland von 1922 bis 1923 errichtet wurde, kostete ihr Bau über 73 Billionen Mark.

## Geschichte
Obwohl Graf Eberhard von Heusenstamm 1565 im Ort die Reformation eingeführt hatte, folgte bereits 1611 im Zuge der Gegenreformation eine Rückkehr zum Katholizismus. Erst Anfang des 19. Jahrhunderts ließen sich wieder Protestanten in Heusenstamm nieder, die jedoch zahlenmäßig stark in der Minderheit waren.
Der erste evangelische Gottesdienst in Heusenstamm seit dem Scheitern der Reformation wurde im Herbst 1861 gefeiert. Der Ort für evangelische Gottesdienstfeiern wechselte dabei mehrfach im Laufe der Jahre. Erst mit der Einweihung einer evangelischen Kapelle im heutigen Offenbacher Stadtteil Bieber wurde auch für die Heusenstammer Protestanten ein fester räumlicher Bezugspunkt geschaffen, an dem an jedem zweiten Sonntag sowie an Festtagen Gottesdienste gefeiert wurden.
Im Jahr 1911 begann die evangelische Gemeinde in Heusenstamm wieder, ihre Gottesdienste vor Ort zu feiern. Um dies langfristig zu ermöglichen, kaufte die Gemeinde am 6. Oktober 1911 ein Baugrundstück. Zur Finanzierung des Kaufs trug neben Spenden aus der Bevölkerung maßgeblich das Gustav-Adolf-Werk bei. Die Umwandlung des protestantischen Männervereins in einen Kirchenbauverein folgte am 2. März 1913. Mit Beginn des Ersten Weltkriegs kamen jedoch auch die Planungen für den Kirchenneubau ab 1914 vorerst zum Erliegen. Erst im Mai 1921 wurden die Planungen wieder aufgenommen: Baupläne wurden aufgestellt und die Baukostenberechnung in Auftrag gegeben. Am Reformationstag 1921 erteilte auch das Gustav-Adolf-Werk seine Erlaubnis für den Bau einer protestantischen Kirche in Heusenstamm und sicherte der Gemeinde finanzielle Unterstützung zu.
Am 29. Januar 1922 wurden die Baupläne des Darmstädter Architekten und Regierungsbaumeisters Wilhelm Pfuhl, der in den Folgejahren auch die Baupläne für die evangelische Gustav-Adolf-Kirche in Ober-Roden entwerfen sollte, angenommen und die Erlaubnis für den Kirchenneubau am 24. April 1922 erteilt. Trotz Einsetzen der Hyperinflation in Deutschland ab 1922 wurde an der Ausführung der Kirchbaupläne festgehalten. Am 15. Mai 1922 erfolgte der erste Spatenstich, bevor am 25. Juni 1922 die Grundsteinlegung folgte. Bis zur Einweihung der Kirche am 30. September 1923 summierten sich die Baukosten aufgrund der zunehmenden Inflation auf einen Betrag von 73.004.221.367.662 Mark. In der Bevölkerung etablierte sich daher der Name Inflationskirche für das Gebäude. Nur dank Spenden aus Schweden und den Vereinigten Staaten konnten die hohen Rechnungen schließlich bezahlt werden.
Die anfangs der Gemeinde in Bieber direkt unterstellte Kirchengemeinde wurde am 11. Februar 1925 zur selbstständigen Filialgemeinde von Bieber ernannt. Ein Jahr später wurde der erste Glockenstuhl aufgetragen, der jedoch schon im Sommer 1927 durch einen stärkeren, mit drei gebrauchten Glocken bestückten Glockenstuhl ausgetauscht wurde. Auch neue Kirchenbänke wurden angeschafft und das Kirchengebäude wurde von außen verputzt.
Im Zuge des Zweiten Weltkriegs wurden im Januar 1942 zwei der drei Kirchenglocken zum Zweck der Metallgewinnung konfisziert. Bei einem Luftangriff auf Heusenstamm ein Jahr später entstanden schwere Sachschäden am Kirchengebäude.
Nachdem in den Folgejahren die Kriegsschäden beseitigt worden waren, wurde die Kirche nach einer umfassenden Renovierung 1954 wieder eingeweiht. Im Zuge der Renovierungsarbeiten wurde eine durch die Offenbacher Kunstschule gestaltete Wandmalerei der Bergpredigt an der Stirnwand der Kirche zerstört, um den Innenraum gemäß den Ideen des Rummelsberger Programms in gedeckten Tönen zu überfassen. Auch die Holzdecke wurde verkleidet und grau gestrichen.
1974 folgte eine zweite, umfangreiche Renovierung der Kirche, in deren Zuge der Westvorbau zum Hauptraum geöffnet wurde, um diesen zukünftig als Altarraum nutzen zu können. Zugleich wurde die Empore verkürzt und über eine Wendeltreppe zugänglich gemacht, wodurch der Innenraum effektiv und optisch vergrößert wurde; er bot nun Platz für 250 Gottesdienstbesucher. Auch die 1954 verkleidete Decke wurde wieder freigelegt und im Zackenstil mit verschiedenen Farbtönen neu gestrichen.
1991 wurde das Dach der Kirche mit altdeutschen Schiefertafeln neu eingedeckt. Weitere Innen- und Außenrenovierungsschritte folgten bis 1999.

## Baubeschreibung
Die Gustav-Adolf-Kirche befindet sich im westlich der Heusenstammer Altstadt gelegenen Stadterweiterungsgebiet, das durch die in Nord-Süd-Richtung verlaufende Bahnstrecke nach Dietzenbach bzw. Offenbach von der Altstadt getrennt wird.
Das Kirchenschiff der auf einem Eckgrundstück errichteten, natursteinsichtigen Kirche erhebt sich auf langgestrecktem achteckigem Grundriss. Im Westen und Osten schließen zwei niedrigere quadratische Anbauten an das Schiff an. Das steile, schiefergedeckte Dach trägt mittig einen markanten Zwiebelturm, der als Glockenträger fungiert.
Der im Ostvorbau gelegene Eingang führt unter der Empore hindurch in einen weiß gefassten Kirchensaal, der eine zackenförmig in Blau-, Gelb-, Grün- und Schwarztönen gefasste Holzdecke aufweist. Der Saal wird durch einen schmalen, auf den Altar zuführenden Mittelgang in zwei Stuhlblöcke gegliedert. Licht gelangt über sechs Sprossenfenster in das Kirchenschiff. Im Westanbau liegt leicht erhöht der Altarraum, dessen Mitte ein hölzerner, im Zackenstil gegliederter Altarblock einnimmt.